# Hella Bailin
Hella Bailin (* 17. Oktober 1915 in Düsseldorf; † 1. April 2006 in Willow Grove, Montgomery County, Pennsylvania) war eine deutschamerikanische Künstlerin.

## Leben
Hella Bailin studierte von 1934 bis 1937 an der Reimann-Schule in Berlin, der größten privaten Kunst- und Kunstgewerbeschule Deutschlands. 1937 musste sie auf Grund ihrer jüdischen Herkunft in die USA emigrieren. Ihre Eltern wurden jedoch Opfer des Holocaust. In den USA setzte sie ihre künstlerische Ausbildung an der Newark School of Fine and Industrial Art fort. Sie unternahm zahlreiche Reisen nach Europa, Mexico, den Mittleren Osten, Nordafrika, Indien und China. Die Künstlerin wurde interviewt für das Holocaust Testimonials Project.

## Ausstellungen
Bailins Werke wurden in über 100 Ausstellungen in New Jersey und New York (National Academy of Design, National Arts Club, Lever House) gezeigt.

## Auszeichnungen
Bailin erhielt über 100 Auszeichnungen, zum Beispiel die Silver Medal of Honor der New Jersey Watercolor Society.

## Mitgliedschaften
- National Association of Women Artists
- American Watercolor Society
- Allied Artists of America